# Gouvernement Riga
Het gouvernement Riga (Russisch: Рижская губерния; Rizjskaja goebernija), na 1796: gouvernement Lijfland (Лифляндская губерния; Lifljandskaja goebernija), was een gouvernement van het keizerrijk Rusland. 
Het was vernoemd naar de stad Riga (nu de hoofdstad van Letland) en werd geformeerd op 28 juli (juliaanse kalender: 17 juli) 1713 uit de gebieden die door de Russen in de Grote Noordse Oorlog waren veroverd op het koninkrijk Zweden. Het voormalige overzeese gebied Zweeds Lijfland werd in 1721 bij de Vrede van Nystad door Zweden officieel aan Rusland overgedragen. Het vormde samen met het gouvernement Koerland en het gouvernement Reval de Baltische gouvernementen, die onderdeel bleven van Rusland tot maart 1918, toen door Duitsland het hertogdom Koerland en Semgallen uitgeroepen werd. Eind 1918 ging het zuidelijke deel naar het zelfstandige Letland, het noordelijke deel ging naar Estland.